# Dissoziativum
Ein Dissoziativum (Plural: Dissoziativa) ist eine psychoaktive Substanz, die eine halluzinogene und dissoziative Wirkung entfaltet. Die Wirkung beruht anders als bei Psychedelika unter anderem auf antagonistischer Aktivität an NMDA-Rezeptoren.

## Dissoziative Substanzen
Bekannte dissoziative Drogen sind u. a. DXM, Ketamin, MXE, Lachgas, PCP und 3-Methoxyphencyclidin. Das in Salvia divinorum enthaltene Salvinorin A ist ein atypisches Psychedelikum mit dissoziativen Eigenschaften, wird jedoch nicht zu den Dissoziativa gerechnet.

## Pharmakologische Mechanismen
Die genauen Wirkungsmechanismen sind weitgehend unbekannt. Bei den meisten Dissoziativa ist eine antagonistische Aktivität an NMDA-Rezeptoren und dort typischerweise nicht-kompetitiv durch Blockieren von Ionenkanälen feststellbar. Eine Ausnahme stellt das Salvinorin A dar, das ein Agonist am K-Opioid-Rezeptor mit kurzer Wirkungsdauer ist.

## Toxikologie
Einige (kanalblockierende) NMDA-Antagonisten rufen im Tierversuch Gehirnschäden hervor. John W. Olney beschrieb die neurologischen Schäden als „kleine Löcher“ in bestimmten Bereichen des Gehirns. Sie werden im Englischen Olney’s Lesions (deutsch: Olneys Läsionen) oder NMDA Antagonist Neurotoxicity (NAN) genannt. Diese Gehirnschäden sollen sich vorwiegend in Lern- und Gedächtnisschwierigkeiten äußern. Inwieweit man die Versuchsergebnisse auch auf Menschen übertragen kann, ist noch nicht geklärt. Stichhaltige wissenschaftliche Studien an Dissoziativakonsumenten gibt es wegen grundsätzlicher instrumenteller Schwierigkeiten nicht.